# Minora
Minora è un album in studio del duo musicale italiano Cronache, composto da Gianni Mocchetti e Luca Bonaffini, e pubblicato nel 1996.

## Storia
Il duo viene fondato dai due musicisti di diversa estrazione musicale. Gianni Mocchetti, proveniva dal rock progressivo degli album sperimentali di Franco Battiato, e Luca Bonaffini aveva esperienza nella country-folk della produzione anni novanta di Pierangelo Bertoli, con l'obiettivo di musicare parti della Bibbia in chiave rock.
Il loro album d'esordio Minora, prodotto dal discografico bolognese Luciano Nicolini degli studi Fonoprint per l'etichetta Giungla Records, distribuita dalla BMG Ricordi in collaborazione con Carlo Cantini fu pubblicato nel maggio 1996.
Dopo una breve tournée estiva che li vide partecipare a manifestazioni organizzate dalla Comunità Ebraica di Roma (Centro Culturale il Pitigliani e Festa di Shavuot) il gruppo si sciolse senza chiarirne i motivi, lasciando nel cassetto il mistero delle altre due versioni sacre e profane del profetismo biblico.

## Descrizione
Dopo una prima stesura di alcuni brani di prova, il gruppo decide di "incollare" i testi originali (senza alcun ritocco) del Libro dei Dodici Profeti Minori del Vecchio Testamento su melodie del rock'n roll classico (quello di Jerry Lee Lewis e Elvis Presley). 
L'album contiene 13 brani, fra i quali uno cantato in lingua latina (Di-dispersi). Ai 12 brani scritti sui Profeti minori ne sono seguiti altri 24 rimasti inediti, dedicati  rispettivamente al libro dei Profeti maggiori e a quello dell'Apocalisse di Giovanni.
Il progetto è ispirato al profetismo biblico, per una interpretazione pre-apocalittica, e avrebbe dovuto articolarsi in una trilogia, comprendente i profeti minori, i profeti maggiori, l'Apocalisse di Giovanni. I tre album avrebbero dovuto intitolarsi Minora, Majora e In Apocalypsim, ma solo questo disco, ovvero il primo dei tre capitoli, è stato realizzato poiché Mocchetti e Bonaffini si sono divisi subito dopo l'uscita di Minora.
L'album ha ricevuto grandi consensi presso la Comunità Ebraica Italiana.

## Tracce
1. I dispersi – 2:31
2. Depravazione Universale – 3:11
3. Fermatevi – 2:54
4. Cavallette – 3:53
5. Le Decime al Tesoro – 2:54
6. Fame nuova – 3:32
7. Canto trionfale – 3:29
8. Nel ventre di un pesce – 3:01
9. Otto visioni – 3:02
10. Sposa infedele – 3:25
11. Sarà caparra – 3:03
12. Non anche tu – 3:03
13. Di-Dispersi – 2:31

Durata totale: 40:29

## Formazione
- Luca Bonaffini
- Gianni Mocchetti